# إلعالدة خاتون (ابنة محمد الأول)
إلعالدة خاتون، هي أميرة عثمانية من السلالة العثمانية الحاكمة وابنة السلطان العثماني محمد الأول.

## زواجها
تزوَّجت إلعالدة خاتون من الأمير إبراهيم بك بن مُحمَّد القرماني.

## وفاتها
توفيت إلعالدة ودُفنت في تُربة والدها بِبورصة.